# Evelyn Einstein
Evelyn Einstein (* 28. März 1941 in Chicago; † 13. April 2011 in Albany (Kalifornien)) war Albert Einsteins adoptierte Enkelin. Sie behauptete, sie sei eine Tochter von Albert Einstein.
Einstein wurde nach ihrer Geburt von Hans Albert Einstein und dessen Frau Frieda geb. Knecht adoptiert. Sie machte einen Master in Mittelalter-Literatur der University of California, Berkeley und arbeitete danach als Hundefängerin, „Cult Deprogrammer“ und Polizeibeamtin. 13 Jahre lang war sie mit dem Anthropologieprofessor Grover Krantz verheiratet; nach ihrer Scheidung lebte sie in Armut. In den 1980er Jahren trug sie dazu bei, dass persönliche Briefe Albert Einsteins in Berkeley gefunden wurden. 1996 gewann sie einen Prozess um Anteile aus dem Nachlass Einsteins, kämpfte danach aber erfolglos gegen die Hebräische Universität Jerusalem für weitere Rechte. Wochen vor ihrem Tod begann Allen P. Wilkinson, mit ihr an ihren Memoiren zu schreiben.

## Schriften
- Mit Marfe Ferguson Delano: Genius: A Photobiography of Albert Einstein. National Geographic Children’s Books, 2005, ISBN 0-7922-9544-7.
- Vorwort von: Alice Calaprice (Hrsg.). Lieber Herr Einstein …: Albert Einstein beantwortet Post von Kindern. Übersetzung: Erdmute Klein. Campus-Verlag, Frankfurt am Main / New York 2007, ISBN 978-3-593-37909-8.